# موریس (امپراتور روم شرقی)
موریس یا موریکیوس یا موریق (لاتین: Mauricius، زبان یونانی: Μαυρίκιος ترجمه Maurikios) از امپراتوران بیزانس یا روم شرقی در سدهٔ ششم میلادی بود.

## زندگینامه
او پنجمین امپراتور از سلسلهٔ ژوستینیان بوده و داماد تیبریوس چهارمین امپراتور، از همان سلسله بود.
چون تیبریوس فرزند مذکری نداشت، موریکیوس در سال ۵۸۲ میلادی، به جایگزینی وی برگزیده شد.
موریکیوس در تاریخ ایران نیز نقشی ایفا نمود.
در سال ۵۹۱ میلادی وی برای بازپس گیری مقام سلطنت به خسرو پرویز که از ایران تبعید شده بود کمک کرد و برادر خویش ثیادوس را به همراه شصت هزار سپاه برای یاری در جنگ با بهرام چوبین روانهٔ ایران کرد. همچنین دختر خویش مریم را به عقد وی در آورد. بخاطر همین پشتیبانی پیمان صلحی بین ایران و بیزانس بسته شد.
به علت جنگهای مداومی که از زمان یوستی نیانوس یکم ادامه پیدا کرده بود، وضع اقتصادی و مالی کشور رو به وخامت گذاشت. فوکاس یکی از فرماندهان ارتشی، فرماندهی شورشی را بر عهده گرفت که در سال ۶۰۲ میلادی به خلع موریکیوس از سلطنت انجامید.
موریکیوس سرانجام بعد از اینکه مجبور به دیدن قتل تمامی پسرانش، در مقابل چشمش شد توسط فوکاس اعدام شد.
| پیشین: تیبریوس دوم | امپراتور بیزانس ۵۸۲ – ۶۰۲ میلادی | جانشین: فوکاس |